# Gyrinus marinus
Gyrinus marinus es una especie de escarabajo del género Gyrinus, familia Gyrinidae. Fue descrita científicamente por Gyllenhal en 1808.

## Distribución geográfica
En una especie nativa del Paleártico, incluido Europa. En Europa, solo se encuentra en Austria, Bielorrusia, Bélgica, Bosnia y Herzegovina, Croacia, República Checa, Dinamarca continental, Estonia, Finlandia, Francia continental, Alemania, Italia continental, Letonia, Noruega continental, Polonia, Rusia, Eslovaquia, Suecia, Suiza, los Países Bajos, Ucrania y Yugoslavia.